# 1100 Louisiana Building
Le 1100 Louisiana ou Enterprise Plaza est un gratte-ciel de bureaux situé dans le centre de Houston, au Texas.
À son achèvement, en 1980, il était le plus haut immeuble de Houston, mais il a été dépassé par la JPMorgan Chase Tower, terminée en 1982.